# Episodi di Il commissario Köster (terza stagione)
La seconda stagione della serie televisiva Il commissario Köster è stata trasmessa in prima visione negli Germania da ZDF dal 19 gennaio 1979.
| n. | Titolo originale           | Titolo italiano          | Prima TV Germania | Prima TV Italia |
| -- | -------------------------- | ------------------------ | ----------------- | --------------- |
| 1  | Der Abgrund                | Abisso                   | 19 gennaio 1979   |                 |
| 2  | Lippmann wird vermisst     | La scomparsa di Lippmann | 16 febbraio 1979  |                 |
| 3  | Mordanschlag               | Tentato omicidio         | 16 marzo 1979     |                 |
| 4  | Neue Sachlichkeit          | Nuova oggettività        | 20 aprile 1979    |                 |
| 5  | Der Auftraggeber           | Il committente           | 18 maggio 1979    |                 |
| 6  | Pensionstod                | Riposo forzato           | 15 giugno 1979    |                 |
| 7  | Nach Kanada                | Fuga in Canada           | 06 luglio 1979    |                 |
| 8  | Teufelsbrut                | Un covo di serpenti      | 10 agosto 1979    |                 |
| 9  | Ein Parasit                | Il parassita             | 14 settembre 1979 |                 |
| 10 | Alte Kameraden             | Compagni d'armi          | 12 ottobre 1979   |                 |
| 11 | Eine große Familie         | Una grande famiglia      | 02 novembre 1979  |                 |
| 12 | Die Lüge                   | La menzogna              | 30.11.1979        |                 |
| 13 | Illusionen über einen Mord | Un'amara confessione     | 28 dicembre1979   |                 |

## Abisso
- Titolo originale: Der Abgrund
- Diretto da: Theodor Grädler
- Scritto da: Leopold Ahlsen
- Interpreti: Siegfried Lowitz - Erwin Köster, Michael Ande - Anselm, Pierre Franckh - dr. Knoll, Werner Kreindl

### Trama
Un ragazzo, magazziniere che vive con la madre inabile su sedia a rotelle, attacca ragazze e donne per frustrazione; il commissario indaga dopo un'aggressione a una ragazza.

## La scomparsa di Lippmann
- Titolo originale: Lippmann wird vermisst
- Diretto da: Günter Gräwert
- Scritto da: Detlef Müller
- Interpreti: Siegfried Lowitz - Erwin Köster, Michael Ande - Philipp Radtke, Eckhard Heise  - Ute Kepich, Elisabeth Volkmann

### Trama
Un ragazzo con difficoltà di deambulazione, cerca suo zio Walter Lippmann che risulta scomparso.

### Colonna sonora
- Fausto Papetti, Woman In Love

## Tentato omicidio
- Titolo originale: Mordanschlag
- Diretto da: Alfred Vohrer
- Scritto da: Alfred Vohrer
- Interpreti: Siegfried Lowitz - Erwin Köster, Michael Ande - Charlie, Sascha Hehn - Karin Schulz, Eleonore Weisgerber - Peter Weiler, Ralf Schermuly - Michael Kollek, Hans Georg Panczak - Liss Ramson, Herlinde Latzko

### Trama
Un giovane corridore di go-kart viene colpito al petto da un proiettile durante una gara.

## Nuova oggettività
- Titolo originale: Neue Sachlichkeit
- Diretto da: Helmuth Ashley
- Scritto da: Karl Heinz Willschrei
- Interpreti: Siegfried Lowitz - Erwin Köster, Michael Ande - Jacob Frei, Klausjürgen Wussow - Hans Wagner, Stefan Bherens - Silke Frei, Franziska Bronnen

### Trama
La moglie di un gallerista d'arte viene trovata morta nel negozio. Si sospetta una rapina.

### Colonna sonora
- John Paul Young, Love Is in the Air

## Il committente
- Titolo originale: Der Auftraggeber
- Diretto da: Theodor Grädler
- Scritto da: Detlef Müller
- Interpreti: Siegfried Lowitz - Erwin Köster, Michael Ande - Hans Millinger, Henning Schlüter - Martens, Götz George - Gisela Herborn, Heidelinde Weis - Bodo Sterz, Peter Dirschauer

### Trama
Un ricco collezionista viene trovato morto in casa, apparentemente a seguito di una rapina finita male. Il commissario indaga nell'ambito delle ricettazioni.

## Riposo forzato
- Titolo originale: Pensionstod
- Diretto da: Zbynek Brynych
- Scritto da: Bruno Hampel
- Interpreti: Siegfried Lowitz - Erwin Köster, Michael Ande - Hans Millinger, Henning Schlüter - Martin Brenner, Jan Hendriks - Robert Romin, Wolfrid Lier - Morgenroth jun., Karl Walter Diess - Klaus Jagert, Arthur Brauss

### Trama
Un pensionato vuole ritornare al lavoro perché la moglie lo ha lasciato.

## Fuga in Canada
- Titolo originale: Nach Kanada
- Diretto da: Theodor Grädler
- Scritto da: Leopold Ahlsen
- Interpreti: Siegfried Lowitz - Erwin Köster, Michael Ande - Hans Millinger, Henning Schlüter - Martin Brenner, Jan Hendriks - Leo Liobschütz, Klaus Löwitsch - Dora Schüll, Susanne Uhlen

### Trama
Una donna muore di infarto. Il marito si mette sulle tracce di una vecchia conoscenza, un amore non corrisposto.

### Colonna sonora
- Sailor, A Glass of Champagne

## Un covo di serpenti
- Titolo originale: Teufelsbrut
- Diretto da: Alfred Vohrer
- Scritto da: Alfred Vohrer
- Interpreti: Siegfried Lowitz - Erwin Köster, Michael Ande - Hans Millinger, Henning Schlüter - Martin Brenner, Jan Hendriks - Ubertus, Thomas Fritsch - , Hans Caninenberg - , Helga Anders

### Trama
Un imprenditore di un'azienda chimica viene ferito appena sceso da un aereo in un campo volo.

### Colonna sonora
- Arthur Fiedler

## Il parassita
- Titolo originale: Ein Parassit
- Diretto da: Helmuth Ashley
- Scritto da: Bruno Hampel
- Interpreti: Siegfried Lowitz - Erwin Köster, Michael Ande - Hans Millinger, Henning Schlüter - Martin Brenner, Jan Hendriks - , Iris Berben - , Hans Quest - , Edwin Noel - , Giesela Stein - , Christian Kohlund - , Dirk Dautzenberg - , Kurt Sowinetz

### Trama
Un rapina violenta in un parcheggio multipiano lascia una donna ferita a terra. Due testimoni vedono l'azione.

### Colonna sonora
- The Alan Parsons Project, I Robot
- Roland Kovac, Helena

## Compagni d'armi
- Titolo originale: Alte Kameraden
- Diretto da: Theodor Grädler
- Scritto da: Volker Vogeler
- Interpreti: Siegfried Lowitz - Erwin Köster, Michael Ande - Hans Millinger, Henning Schlüter - Martin Brenner, Jan Hendriks - Bernhard Wicki - Eric Pohlmann - Peter Capell - Helma Seitz - Toni Ertl - Bruno Hübner

### Trama
Un carcerato viene rilasciato e trova il commissario ad attenderlo all'uscita del carcere. Avviene una sparatoria da una macchina in corsa che tenta di uccidere l'ex carcerato.

## Una grande famiglia
- Titolo originale: Eine grosse Familie
- Diretto da: Alfred Weidenmann
- Scritto da: Herbert Rosendorfer
- Interpreti: Siegfried Lowitz - Erwin Köster, Michael Ande - Hans Millinger, Henning Schlüter - Martin Brenner, Jan Hendriks

### Trama
Un omicidio viene commesso in un'abitazione di un'antica famiglia bavarese.

## La menzogna
- Titolo originale: Die Lüge
- Diretto da: Theodor Grädler
- Scritto da: Volker Vogeler
- Interpreti: Siegfried Lowitz - Erwin Köster, Michael Ande - Gerd Heymann, Jan Hendriks - Martin Brenner, Rudolf Platte - Herr Kampka, Bruno Dietrich - Peter Pawlak, Witta Pohl - Karin Bertram, Eva Kotthaus - Frau Faber, Lisa Helwig - Frieda Westermeier, Hans Elwenspoek - Albert Westermeier, Ursula Ludwig - Krankenschwester, Heini Göbel - Oberarzt, Hannes Kaetner - stenografo, Dieter Groest, Gustl Datz, Konrad Jank, Dietmar Waldenhofer

### Trama
Un uomo anziano assiste all'omicidio del proprio genero. L'uomo tenterà di proteggere la figlia dall'accusa di omicidio. La figlia ha una relazione con un poliziotto.

### Colonna sonora
- Frank Duval, Me to You

## Un'amara confessione
- Titolo originale: Illusionen über einen Mord
- Diretto da: Helmuth Ashley
- Scritto da: Detlef Müller
- Interpreti: Siegfried Lowitz - Erwin Köster, Michael Ande - Hans Millinger, Henning Schlüter - Martin Brenner, Jan Hendriks - rapinatore, Arthur Brauss

### Trama
Viene compiuta una rapina in un supermercato. Durante la fuga il rapinatore viene colpito da un agente; inizia un ricatto ad un estraneo imprenditore che in passato aveva nascosto un crimine.